# Baytown
Baytown es una ciudad ubicada en los condados de Harris y Chambers en el estado estadounidense de Texas, en la costa del golfo de México. Está situada junto a la desembocadura del río San Jacinto en la bahía de Galveston, a 35 km al este de Houston y forma parte del Área de la Bahía de Galveston y del área metropolitana del Gran Houston (Houston–Sugar Land–Baytown Metropolitan Area). En el Censo de 2010 tenía una población de 71802 habitantes y una densidad poblacional de 759,26 personas por km².

## Geografía
Baytown se encuentra ubicada en las coordenadas 29°45′25″N 94°58′5″O / 29.75694, -94.96806. Según la Oficina del Censo de los Estados Unidos, Baytown tiene una superficie total de 94.57 km², de la cual 91.8 km² corresponden a tierra firme y (2.92%) 2.77 km² es agua.

## Demografía
Según el censo de 2010, había 71802 personas residiendo en Baytown. La densidad de población era de 759,26 hab./km². De los 71802 habitantes, Baytown estaba compuesto por el 62.88% blancos, el 15.46% eran afroamericanos, el 0.64% eran amerindios, el 1.47% eran asiáticos, el 0.05% eran isleños del Pacífico, el 16.76% eran de otras razas y el 2.75% pertenecían a dos o más razas. Del total de la población el 43.39% eran hispanos o latinos de cualquier raza.

## Gobierno
El Harris County Hospital District ("Distrito de Hospitales del Condado de Harris") gestiona el Baytown Health Center, un centro de salud.

## Transporte
La División de Servicios de Tránsito del Condado de Harris gestiona servicios de transporte.

## Educación
El Distrito Escolar Independiente Consolidado de Goose Creek (GCCISD) gestiona escuelas públicas.
El Lee College es el colegio comuntario de la ciudad.
Baytown tiene la Biblioteca Municipal Sterling.